# Greg Joy
Gregory Andrew Joy, detto Greg (Portland, 23 aprile 1956), è un ex altista canadese.

## Palmarès

### Olimpiadi
- 1 medaglia:
  - 1 argento (Montréal 1976 nel salto in alto)